# Fritz Laband
Fritz Laband (Hindenburg, 1925. november 1. – Hamburg, 1982. január 3.) nyugatnémet válogatott világbajnok német labdarúgó, hátvéd.

## Pályafutása

### Klubcsapatban
1936-ban szülővárosában kezdte a labdarúgást. 1945 és 1950 között a ZSG Anker Wismar labdarúgója volt. 1950 és 1956 között a Hamburger SV csapatában szerepelt. 1956-67-ben a Werder Bremen csapatában fejezte be az aktív labdarúgást.

### A válogatottban
1954-ben négy alkalommal szerepelt a nyugatnémet válogatottban. Tagja volt az 1954-es világbajnok csapatnak.

## Sikerei, díjai
NSZK
- Világbajnokság
  - világbajnok: 1954, Svájc